# Hyon Yong Chol
Hyon Yong Chol (Hangul: 현영철; Hanja: 玄永哲; MR: Hyŏn Yŏngch'ŏl), född 11 januari 1949, död 30 april 2015, var försvarschef i Nordkoreas folkarmé. 
Hyon Yong Chol deltog i en säkerhetskonferens i Moskva i april 2015, där han slumrade till under ett militärt evenemang. Det sågs som respektlöst mot ledaren Kim Jong-Un och försvarschefen blev därför avrättad genom arkebusering. Uppgifterna om avrättningen kom inledningsvis från sydkoreanska källor men bekräftades 16 juni av nordkoreanska myndigheter. Man uppgav att han avrättats för insubordination och olydnad mot partiledningen.